# سینما بهمن بیرجند
سینما بهمن یک سینما در شهر بیرجند، ایران است.
این سینما که متعلق به حوزه هنری می‌باشد در سال ۱۳۴۷ با یک سالن تأسیس شده‌است.